# 阿拉斯逹
阿拉斯逹（Alasdair Kay Umtiti，1997年6月14日－），香港職業足球員，司職中場，現時效力香港超級聯賽球隊冠忠南區。